# Апалачин (Нью-Йорк)
Апалачин (англ. Apalachin) — переписна місцевість (CDP) в США, в окрузі Тайога штату Нью-Йорк. Населення — 2632 особи (2020).

## Географія
Апалачин розташований за координатами 42°4′14″ пн. ш. 76°9′45″ зх. д. / 42.07056° пн. ш. 76.16250° зх. д. (42.070565, -76.162636).  За даними Бюро перепису населення США в 2010 році переписна місцевість мала площу 3,78 км², уся площа — суходіл.

## Демографія
Згідно з переписом 2010 року, у переписній місцевості мешкала 1131 особа в 501 домогосподарстві у складі 307 родин. Густота населення становила 299 осіб/км².  Було 523 помешкання (138/км²).
Расовий склад населення:
| - 97,2 % — білих - 0,6 % — азіатів - 0,3 % — чорних або афроамериканців - 0,1 % — корінних американців - 1,0 % — осіб інших рас |

До двох чи більше рас належало 0,9 %. Частка іспаномовних становила 1,1 % від усіх жителів.
За віковим діапазоном населення розподілялося таким чином: 19,2 % — особи молодші 18 років, 66,1 % — особи у віці 18—64 років, 14,7 % — особи у віці 65 років та старші. Медіана віку мешканця становила 40,7 року. На 100 осіб жіночої статі у переписній місцевості припадало 105,3 чоловіків;  на 100 жінок у віці від 18 років та старших — 100,4 чоловіків також старших 18 років.
Середній дохід на одне домашнє господарство  становив 72 870 доларів США (медіана — 51 856), а середній дохід на одну сім'ю — 79 733 долари (медіана — 55 938). Медіана доходів становила 41 281 долар для чоловіків та 35 729 доларів для жінок. За межею бідності перебувало 1,4 % осіб, у тому числі 2,0 % дітей у віці до 18 років та 0,0 % осіб у віці 65 років та старших.
Цивільне працевлаштоване населення становило 731 особа. Основні галузі зайнятості: освіта, охорона здоров'я та соціальна допомога — 23,5 %, роздрібна торгівля — 21,3 %, мистецтво, розваги та відпочинок — 14,4 %, науковці, спеціалісти, менеджери — 11,2 %.